# Plagiognathus lividellus
Plagiognathus lividellus är en insektsart som beskrevs av Izyaslav M. Kerzhner 1979. Plagiognathus lividellus ingår i släktet Plagiognathus och familjen ängsskinnbaggar. Inga underarter finns listade i Catalogue of Life.